# SHAZNA
SHAZNA是日本的视觉系摇滚乐队，成立于1993年，特色为华丽及变化多端的造型，与La'cryma Christi、FANATIC◇CRISIS、MALICE MIZER并称为视觉系四天王。在乐队出道20周年纪念日，主唱IZAM在博客宣布乐队复出，并加入Raychell、夏芽、Asuka三名新成员。